# Xylotrechus imperfectus
Xylotrechus imperfectus là một loài bọ cánh cứng trong họ Cerambycidae.